# Feuchtwiesen Ziegenanger bei Neuhaus
Koordinaten: 49° 41′ 50″ N, 10° 53′ 0″ O

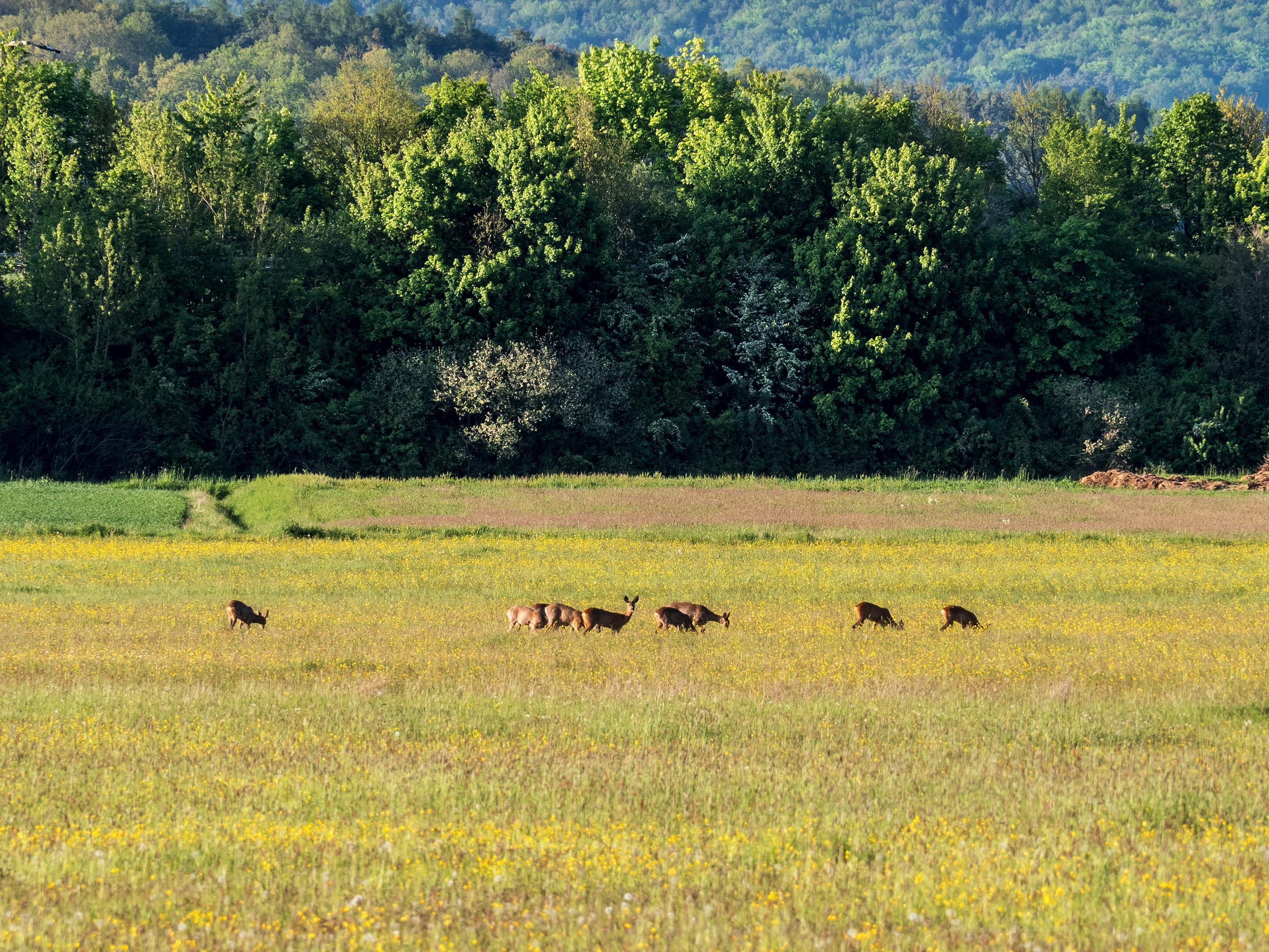
Naturschutzgebiet Feuchtwiesen Ziegenanger bei Neuhaus (Mai 2017)

Das Naturschutzgebiet Feuchtwiesen Ziegenanger bei Neuhaus liegt auf dem Gebiet der Gemeinde Adelsdorf im mittelfränkischen Landkreis Erlangen-Höchstadt in Bayern.
Das Gebiet erstreckt sich südwestlich des Kernortes Adelsdorf und nordöstlich des Adelsdorfer Gemeindeteils Neuhaus. Am westlichen Rand des Gebietes verläuft die Kreisstraße ERH 16, westlich die A 3 und nördlich die B 470.

## Bedeutung
Das 34,8 ha große Gebiet steht seit dem Jahr 1988 unter der Kennung NSG-00340.01 unter Naturschutz. Es handelt sich um eine ausgedehnte flache Wiesenlage inmitten einer sichtoffenen Agrarlandschaft.